# ملو
 ملو  (بالفارسية: روستاى ملو) قرية كبيرة تتبع البلدة المركزية (بالفارسية: بخش مرکزی شهرستان بندر لنگه) من توابع مدينة لنجة وتقع في محافظة هرمزگان في جنوب إيران. من أسمائها القديمة (أم لؤلؤ) تقع على بعد 18 كيلومتراً غرب مدينة بندر لنجة.

## حدود قرية ملو
حدود قرية ملو: من الشمال: قرية جنكل، ومن الجنوب بستانه، ومن الغرب قرية ديوان، ومن الشرق تنتهي بقرية شناص في أقصى الشرق.

## السكان
يبلغ عدد سكان القرية حسب تعداد السكان لعام 2006 للميلاد، (400) نسمه تشكل (38 عائلة)، من أهل السنة والجماعة وعلى المذهب الشافعي. ويتكلمون الفارسية باللهحة المحلية، لهم مسجد، ومدرسه، وعيادة صحية صغيرة، وعدد كبير من البرك لحفظ مياه الأمطار، يمتهن السكان بالزراعة، وتربية المواشي والأغنام.